# Niphoparmena puncticollis
Niphoparmena puncticollis är en skalbaggsart som först beskrevs av Jean François Villiers 1940.  Niphoparmena puncticollis ingår i släktet Niphoparmena och familjen långhorningar.
Artens utbredningsområde är Kenya. Inga underarter finns listade i Catalogue of Life.